# Xming
Xming은 윈도우 XP 이상의 마이크로소프트 윈도우 운영 체제를 위한 X11 디스플레이 서버이다.

## 기능
Xming은 전통적인 샘플 X 애플리케이션들과 도구들의 집합과 글꼴 집합, X 윈도 시스템 디스플레이 서버를 제공한다. 여러 언어를 지원하며 메사 3D, OpenGL, GLX, 3D 그래픽스 확장 기능을 제공한다.

## 같이 보기
- Cygwin/X